# Matrimonio mistico

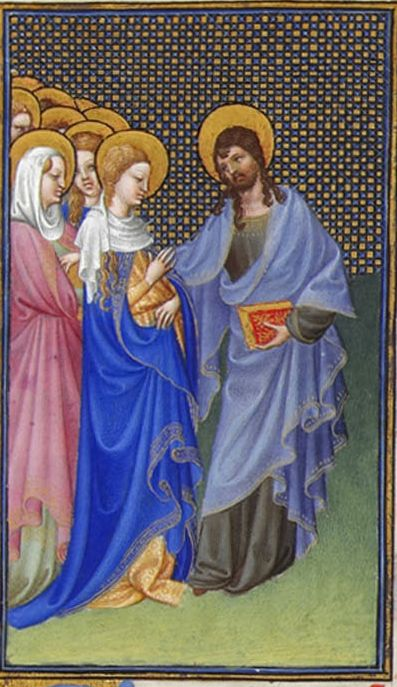
Matrimonio di Cristo con la Chiesa. Miniatura da Très riches heures du Duc de Berry, XV secolo

Quello del matrimonio mistico è un motivo ricorrente della letteratura, teologia e arte giudaico-cristiane.
Il concetto di una unione di Dio con l'Uomo (unio mystica) viene pensato e rappresentato nelle figure del fidanzamento e delle nozze. Diversamente dalla ierogamia (matrimonio fra due divinità) la parte femminile del matrimonio mistico è una sposa terrena.
Nella Chiesa primitiva e nella letteratura rabbinica si sviluppa, dai commentari al Cantico dei cantici, l'immagine del matrimonio di Sion, della Chiesa, della singola anima o di una vergine consacrata, con Dio, cioè con il Messia.
Il simbolismo della sposa nelle profezie della Tanakh (L'Antico Testamento ebraico) completò questa mistica delle nozze. Nella Cabala ebraica si dice che una manifestazione femminile di Dio, la Shekhinah, esce dall'umanità e proviene da una nostalgia di riunificazione con Dio.
Nel Nuovo Testamento si parla di Gesù Cristo come sposo. Nacque in questo modo nel medioevo una teologia e devozione, che avrebbero aspirato a un matrimonio dell'allegorica sposa con Dio.
Già ai tempi della Chiesa primitiva era consuetudine consacrare vergini, il fidanzamento mistico con Cristo, destinate al servizio all'interno della Chiesa.
Nel corso dei tempi venne a crearsi il rito di consacrazione di vergini, che si è conservato nella Chiesa latina e in quella orientale.
Si trovano molteplici rappresentazioni artistiche iconografiche, che si sono ispirate al mistico fidanzamento di sante vergini con Cristo. Nella musica e nella letteratura la mistica della sposa viene ancor oggi sviluppata.

## Commenti dalla Bibbia e tradizioni

### Commenti alCantico dei Cantici

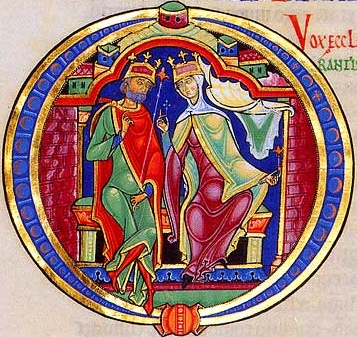
La coppia reale del Cantico dei Cantici, XII secolo, miniatura dalla cattedrale di Winchester.

Il Cantico dei Cantici è un canto d'amore che si trova nei libri sapienziali. In questo erotico canto alterno viene descritto un rapporto amoroso fra una giovane donna e il re Salomone, che ne è anche ritenuto l'autore. Nell'ellenismo il canto erotico divenne eccessivamente allegorico, una tendenza, che durò per l'intero medioevo e che fu interrotta solo da Johann Gottfried Herder. Prima quasi tutti i commentatori respinsero le interpretazioni mondane, letteralmente erotiche, e interpretavano la poesia amorosa come descrizione dell'amore fra Dio e il suo popolo prescelto (nel giudaismo), ovvero fra Cristo e la Chiesa come sposa di Cristo (nel cristianesimo). Dai commenti al Cantico dei Cantici nasce così una mistica della sposa (anche mistica nuziale), che rappresenta una figura esplicitamente corporale, con rapporto personale di esperienza mistica.
Il giudaismo ha tracciato la strada di un significato simbolico del Cantico dei Cantici, mentre per i commenti attingeva alle immagini dell'alleanza di Dio con il suo popolo come amore, sposalizio e matrimonio e al simbolismo della sposa. I testi post-esilio di Isaia, del secondo Isaia e del terzo Isaia usano ad esempio l'immagine della sposa per descrivere il nuovo splendore nel recupero attraverso JHWH dopo il periodo dell'esilio.
Anche motivi del Nuovo Testamento sono stati utilizzati per l'interpretazione del Cantico dei Cantici. La presenza dello sposo Gesù presso i discepoli di Giovanni il Battista (Marco 2,19) e la parusia escatologica di Cristo, lo sposo (Mat. 25, 1-13), esprimono, con il campo semantico del simbolismo dello sposalizio, l'intenso legame e la fedeltà della Comunità cristiana. San Paolo vede la Comunità come sposa di Cristo (Lettera agli Efesini 5, 31–32, Seconda lettera ai Corinzi 11,2 persino con la parola "vergine" (gr.: parthénos), invece di "sposa" (gr.:  nýmphe, νύμφη).
Come risposta alla domanda, chi deve rappresentare la sposa Sulamita del Cantico dei Cantici, s'incontrarono nel secondo e terzo secolo dopo Cristo i commenti di Rabbi Akiva e del teologo Origene. Akiba interpretava il canto collettivo come una rappresentazione del rapporto fra Dio e il popolo d'Israele. Secondo Origene la sposa è, al contrario, l'anima individuale. L'interpretazione del Cantico dei Cantici è tuttavia per Origene non ancora collegato a Maria come sposa.
Il padri della Chiesa, Ippolito di Roma e Cipriano di Cartagine, (200 o 210 fino a 258) vedono l'Ecclesia (la Chiesa) come sposa di Cristo.
Nell'interpretazione del Cantico dei Cantici di Metodio di Olimpo e per Sant'Ambrogio si trova un significato di sposa come una vergine consacrata a Dio. Poiché questa tradizione nel medioevo cristiano fu proseguita, il Cantico dei Cantici gioca un ruolo rilevante nella devozione alla Madonna dei mistici cristiani.
Negli anni quaranta del XII secolo venne scritto il Cantico di san Trudperto, un'interpretazione del Cantico dei Cantici in lingua alto-tedesca media (frühmittelhochdeutsch) in prosa artistica rimata. Essa parla di una fortemente nostalgica unione con Dio ed è stato il primo scritto sulla mistica in lingua tedesca. Circa ottant'anni prima l'abate benedettino Williram von Ebersberg (ante 1010–1085) compose una parafrasi del Cantico dei Cantici.
Fin da Egidio Romano si comprendono, nell'interpretazione del Cantico dei Cantici nella Chiesa, come sposa per la prima volta i suoi prelati.

### Il matrimonio dellaShekhinahnella Cabala
Anche la giudaica Cabala conosce il concetto di nozze mistiche. Già da Juda ben Samuel (circa 1140/50–1217) c'è la dottrina, non si potrebbe, è vero, unirsi a Dio, ma con la Shekhinah, si ha una specie di coabitazione con la divinità. La esibizione e l'unione (ziwwuga) con la Shekhinah venne, specialmente dal XVI secolo, espressa con un simbolismo erotico, che si allacciava alla rappresentazione cabalistica dello Zohar, dopo che Mosè fu rappresentato in mistiche nozze con la Shekhinah.
Gershom Scholem separa la dottrina della Shekhinah della mistica della sposa dal commento del Cantico dei Cantici. La Shekhinah sarebbe una manifestazione di Dio e la sposa biblica una rappresentazione allegorica del popolo di Israele. Ci sarebbe un collegamento però fra questi due concetti. Con la cacciata dal Paradiso terrestre la Shekhinah sarebbe stata anch'essa cacciata. Questa separazione viene descritta come "la Shekhinah in esilio". La Shekhinah rimane sotto Israele, cosicché il popolo di Israele tende nell'amore a Dio come la sposa del Cantico dei Cantici.

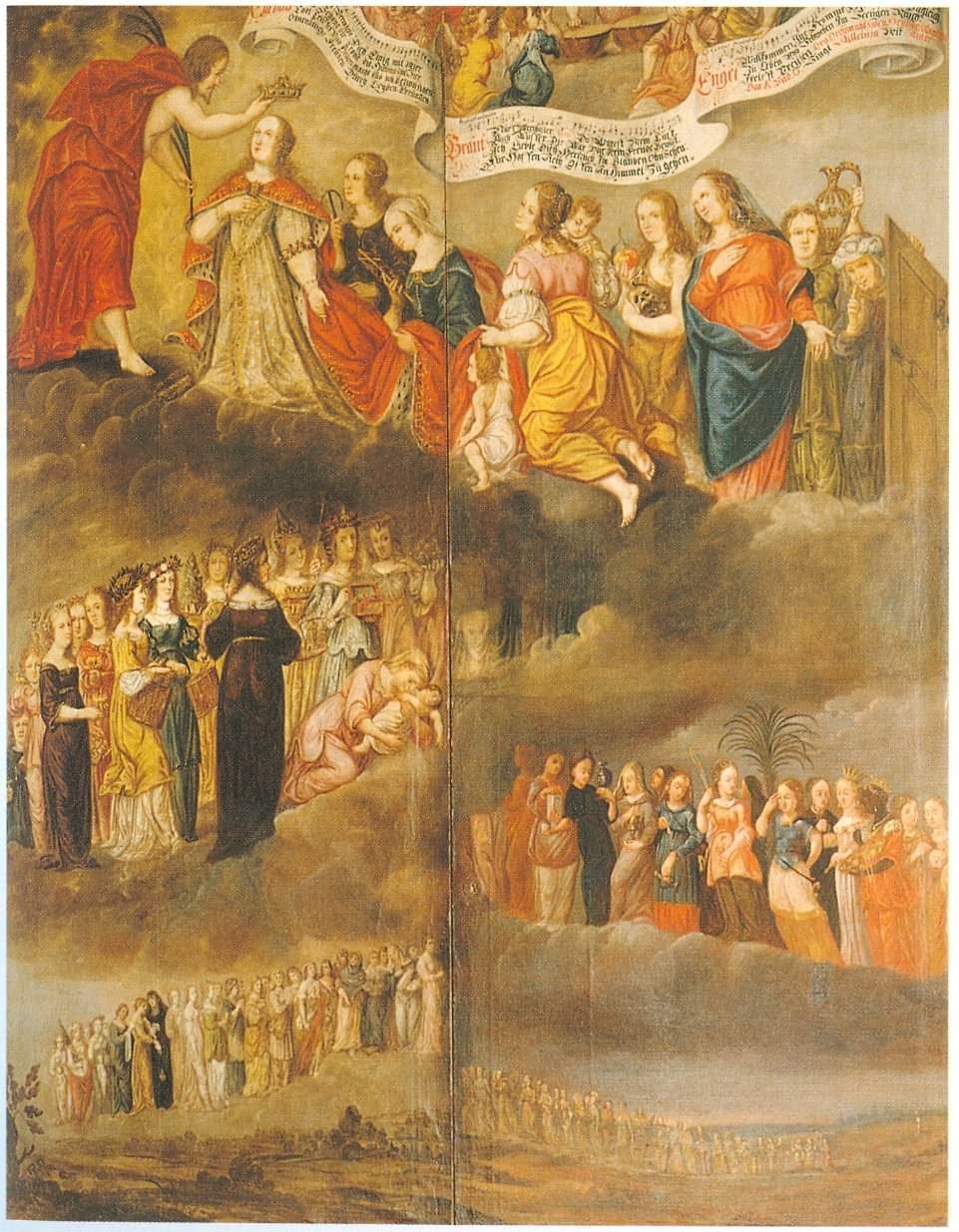
Tavola pieghevole cabalistica didattica da Bad Teinach, immagine con matrimonio, verso il 1660

Un tema della Cabala è lo Tzimtzum, una specie di contrazione dell'Ein Sof (l'infinito). Lo Tzimtzum viene talvolta spiegato come il Nulla creativo di Dio. Questo nulla sarebbe l'energia vitale del mondo. La Divinità scende nel nulla e l'uomo sale, con un atto del divenire Uno, alla saggezza divina (Ḥochmā) del Nulla. In questa salita da parte dell'uomo si aspira ad un contemplativo annullamento della materia e ad una unione con la divinità.
La prima riga dell'inno Lekhah Dodi del cabalista cinquecentesco Shlomo Halevi Alkabetz recita: «Vieni, amico mio, incontro alla Sposa, facci salutare il Shabbat» Con questo appello la Shekhinah viene identificata con il Shabbat e quindi vista come sposa. Nella mistica giudaica la "santa luna" personifica il Sabato-Sposa cioè la Shekhinah nel mondo, che viene identificata con Israele. «La periodica, mensile, riduzione della luna (analogamente alla mensile, cioè ciclica "lunare", mestruazione) simbolizza ciò l'"esilio della Shekhinah", il ripristino della luna alla sua originale grandezza e luminosità contro la "liberazione dei corpi dall'esilio".
Nella chiesa della Trinità a Bad Teinach c'è una tavola cabalistica didattica. Essa fu voluta dalla principessa Antonia di Württemberg (1613–1679), sorella di Eberardo III, duca di Württemberg. La tavola dipinta pieghevole rappresenta un sistema universale sacro. In posizione chiusa si vede come dipinto esterno un matrimonio sacro. Qui le tradizioni cabalistiche vengono modificate fino all'irriconoscibilità e reinterpretate in chiave cristiana. Il matrimonio mistico è qui un corteo matrimoniale, che assume letteralmente la metafora dell'ascesa al Cielo. Il lungo corteo delle vergini invitate si riallaccia alle narrazioni nuziali degli ultimi tempi del Nuovo Testamento. Come sposa, incoronata, è qui rappresentata la stessa Antonia del Württemberg.

## Il matrimonio mistico nella teologia e nella Chiesa
Le unioni mistiche fra Dio e gli uomini con l'immagine del sacro matrimonio si trovano anche nella mistica teorico-teologica e si esprimono nella pratica ecclesiastica del fidanzamento all'interno della consacrazione delle vergini.  1 Corinzi 6,17 fa riferimento a un'unione spirituale dei cristiani in Dio, formando un solo spirito. Nella teologia mistica viene applicata la simbologia dell'amore al rapporto del singolo credente con Dio e spesso si aspira persino all'unità del credente con Dio.
Diversamente dal matrimonio simbolico della sacerdotessa Basilinna con il dio Dioniso, nelle Lettere di san Paolo e nel Vangelo secondo Giovanni può essere appreso dai credenti il discorso di una "residenza" (inhabitatio) di Dio negli uomini, particolarmente nell'eucaristia, come unione dell'uomo e di Cristo. Nella epiclesi della Santa Messa viene manifestato l'augurio per tutti i fedeli provenienti dalla terra,

### Fidanzamento mistico delle vergini consacrate

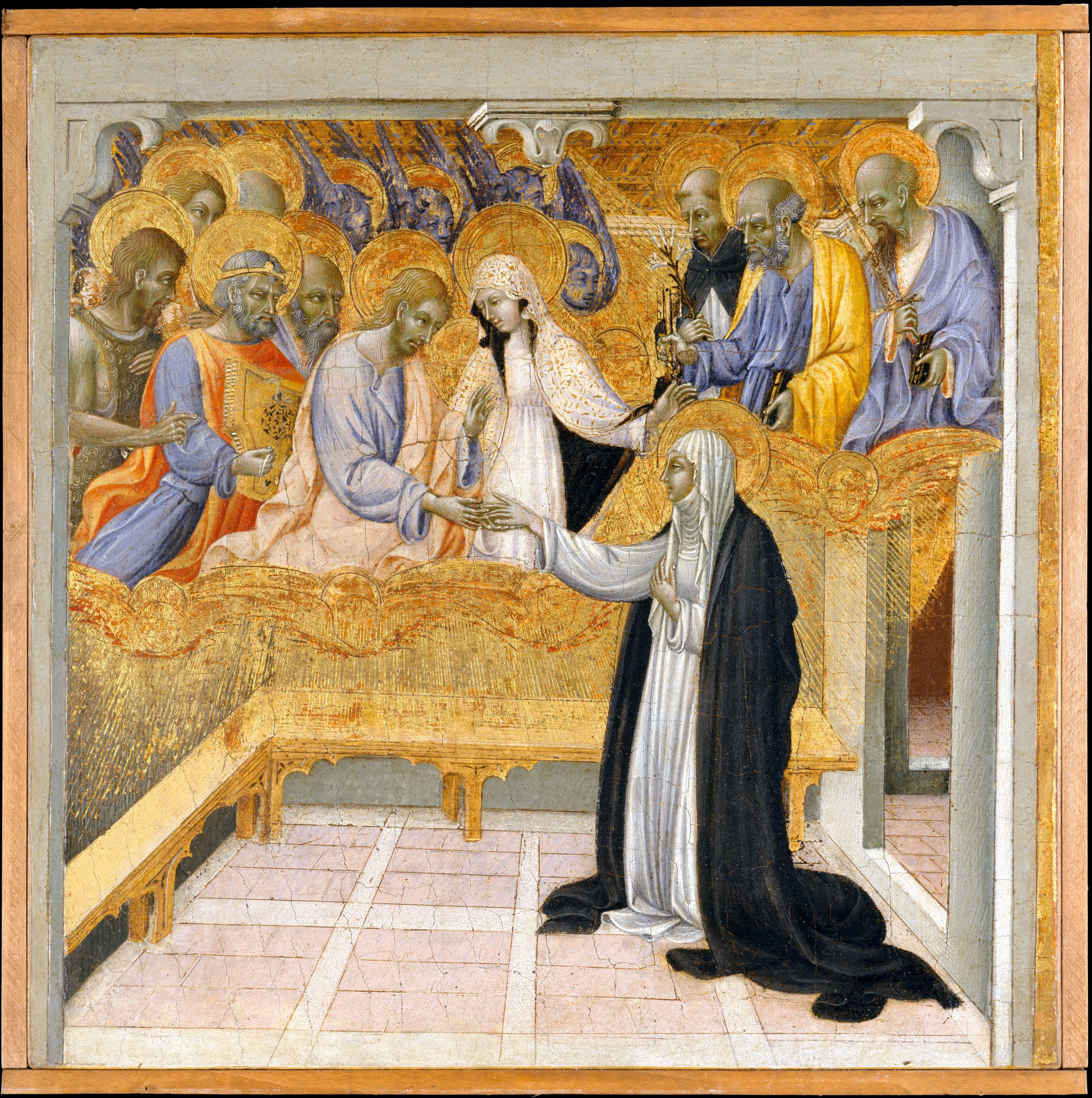
Giovanni di Paolo: il matrimonio mistico di Santa Caterina da Siena con Cristo (verso il 1460)

Tertulliano scrive a proposito delle prime vergini, che si sono "fidanzate" con Dio:
Ma l'una o l'altra si fidanza a Dio.
Egli scrive, che queste vergini devono come le altre donne fidanzate o maritate portare un velo in chiesa, essendo spose di Cristo.
Secondo la valutazione di Marianne Schlosser, dell'Università di Vienna, Tertulliano tramanda per primo le idee della Chiesa di sposalizio del Nuovo Testamento con l'unico Cristo.
Già a quei tempi fu recepito il proposito della verginità consacrata come sacra decisione matrimoniale. Se una vergine rompeva questo voto, veniva considerata adultera e doveva subire le conseguenze della scomunica.
A questa vicinanza fra matrimonio e voto, come sacro matrimonio spirituale, corrisponde alla successiva organizzazione del rito della consacrazione verginale in parallelo a quella dei successivi sposalizi, mentre subentravano i rispettivi rimanenti segni significativi.
Dalla assunzione del velo da parte delle vergini consacrate il corrispondente rito di consacrazione ebbe per lungo tempo il nome di Velatio virginum e più tardi quello di Consecratio virginum.
La consegna del velo e corrispondentemente la celebrazione dell'assunzione del medesimo da parte del vescovo era già consuetudine nel III secolo. Il velo risale al flammeum, un velo da sposa dai tempi dei romani, che simbolizzava il definitivo legame di una donna attraverso un matrimonio o un voto, un segno, che allo sposo apparteneva la sua castità e fedeltà
La preghiera della Chiesa in occasione della consacrazione delle vergini risale al V secolo mettendo in rilievo il carattere coniugale di questo legame mistico (unio mystica) con Cristo. Il rito è inserito in una Messa e consiste nella promessa della vergine, nel canto delle Litanie dei santi, nel rinnovo del proposito di verginità, nella preghiera di consacrazione e nella consegna delle insegne: velo, anello e del breviario. Il velo e l'anello sono segni del legame sponsale a Cristo. Fin dal VII secolo l'anello appartiene alle insegne delle vergini consacrate, che lo ricevono con la consacrazione dal vescovo locale. La vergine è un'immagine eterna della sposa celeste.
Famose sante, che appartengono allo status delle vergini, sono: sette sante vergini martiri (santa Perpetua e Felicita, Sant'Agata di Catania, santa Lucia, Sant'Agnese di Roma, Santa Cecilia di Roma e sant'Anastasia di Sirmio), Santa Scolastica, Santa Caterina d'Alessandria e Santa Caterina da Siena.

### Sviluppi teologici nel Medioevo
L'obiettivo più alto nel medioevo era la unio mystica, l'unione mistica con Dio, una "traccia di Dio" o in altro senso «una consapevolezza della diretta presenza di Dio». Queste tracce di Dio vengono interpretate «…anche caricate di erotismo e conoscenza di Dio come incontro tra me e Dio nel senso di un "santo matrimonio" tra anima e Dio, ovvero Cristo.
Il Dottore della Chiesa Gregorio di Nissa collegò la concezione platonica della filosofia come avvicinamento a Dio e la concezione cristiana dell'uomo, che Iddio creò a sua immagine e somiglianza. La mistica di Gregorio tuttavia non mira ad un'unione, bensì ad una partecipazione a Dio.
Bernardo di Chiaravalle cerca, nelle sue opere, un legame estatico a Dio, di fare una suggestiva "deificazione dell'anima". Dopo Bernardo la mistica della sposa si collega anche con elementi di mistica del dolore e della Croce.
Nel libro La luce fluente della Divinità Matilde di Magdeburgo, con una dialettica lirica di ricerca e scoperta, separazione e unione dei viventi, dà forma al momento dinamico della ricerca mistica di Dio da parte dell'anima come alla divina attenzione verso l'uomo.
Nell'abbazia di Hefta il decesso di una suora veniva simbolicamente festeggiato come un'unione spirituale con Cristo, che in altre abbazie della Germania meridionale del XIV secolo portava all'assunzione di questa simbolica vita di Grazia.
Il teologo fiammingo Jan van Ruusbroec risviluppò con il suo testo Vander Cierheit der gheesteleker Brulocht (Dell'ornamento delle nozze spirituali la mistica della sposa e Johannes Tauler utilizzò per la via della unione (via unitiva) con Dio il concetto del nulla: mentre l'uomo «…raggiunge la più vera cognizione di tutte, quella della sua nullità – diviene – unito a Dio». Uomo e Dio si incontrano e l'abisso di uno vola in quello dell'altro «…affonda il predestinato nulla nel non predestinato nulla.».

### Evo moderno

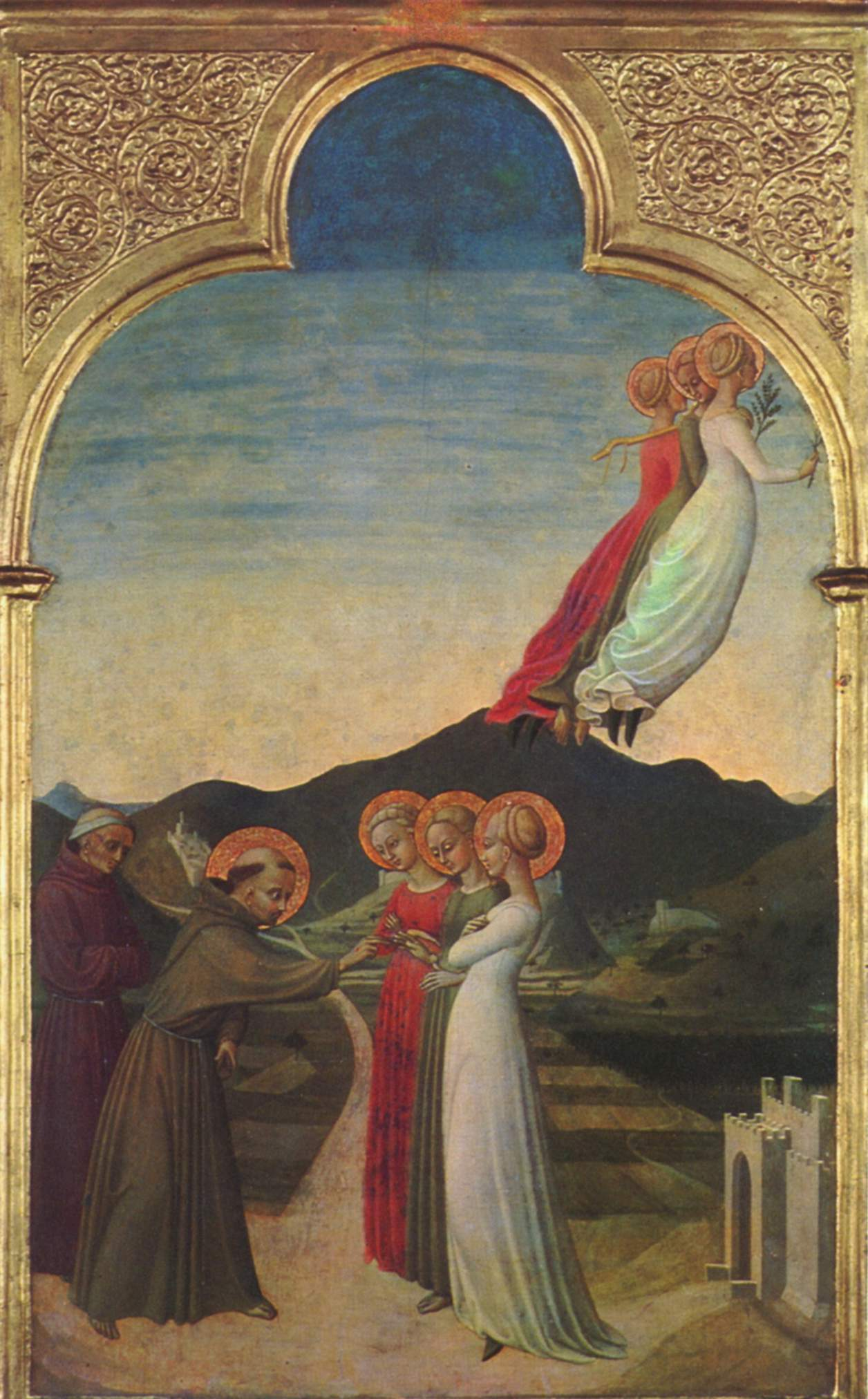
Nozze mistiche di Francesco d'Assisi con la "Madonna Povertà", Stefano di Giovanni detto il Sassetta, XV secolo

La mistica di san Giovanni della Croce «Il dramma della salvezza alla base matrimonio: la commozione dell'amore viene da Dio, che non vuol essere solo, crea l'umanità come sposa del Figlio e sempre la corteggia – fino all'Incarnazione e alla donazione della propria vita» sulla Croce. «La creazione fin dal principio è in rapporto a una profonda appartenenza a Dio, essa è dono al Figlio e dono per amor del Figlio, non opera di un Essere onnipotente avulso dalla realtà come nel deismo. Il Figlio è colui che con il suo matrimonio rende la creazione degna di Dio. L'Incarnazione viene finalmente intesa come celebrazione di un matrimonio redimente e santo scambio tra il Figlio e la Sposa, dove ha luogo come nella Trinità una situazione egualitaria degli innamorati. Questa eguaglianza è il segno dell'amore pieno.»
Il parroco protestante Valentin Weigel pone accanto al "Cristo per noi" il "Cristo in noi" e sottolinea perciò la "autoresposabilità" dell'individuo. La teologia mistica di Weigel, che anche viene anche indicata spregiativamente come "Weigelianismo", comprende l'idea di una fusione di Dio e dell'umanità. La teologia post-riforma è contraria a una totale unità e fusione "in Cristo", in gran parte non sbilanciandosi e acquisisce la unio mystica distanziata dalla unio cum Christo (unione con Cristo).
Secondo le dichiarazioni del teologo pietista Johann Henrich Reitz (1665–1720) le donne avrebbero, "grazie al loro candore", allo stesso tempo un migliore accesso alla mistica e al divino, cosicché loro potrebbero più facilmente inserirsi nel ruolo di spose.
Secondo una nuova interpretazione delle tesi del mistico Jakob Böhme da parte del teologo Gottfried Arnold, il Peccato originale segnerebbe la divisione dell'umanità in femmine e maschi. In analogia l'anima dei credenti venne interpretata come femminile, che cerca lo sposo.
Arnold, anche lui pietista, mostra nel testo Das Geheimnis der göttlichen Sophia (Il segreto della divina Sofia), con figure erotiche dal Cantico dei Cantici, l'unione del vero credente con la personificazione della saggezza. Qui si capovolge quindi il rapporto di genere verso una sposa celeste e uno sposo terreno.
Per Filone di Alessandria, anche il quale intese già la saggezza come sposa, lo sposo era ancora la ragione (Logos), così per Arnold lo sposo è, in accordo con Jakob Böhme, l'unica anima credente.
Il capovolgimento dei rapporti sposa-sposo era già sporadicamente riscontrabile nel medioevo – ad esempio nelle raffigurazioni di san Francesco di Assisi, che come sposo maschile prende in sposa simbolicamente la povertà in base ai Consigli evangelici.

## Arte, musica e letteratura

### Le nozze mistiche nell'arte

#### La coppia reale celeste

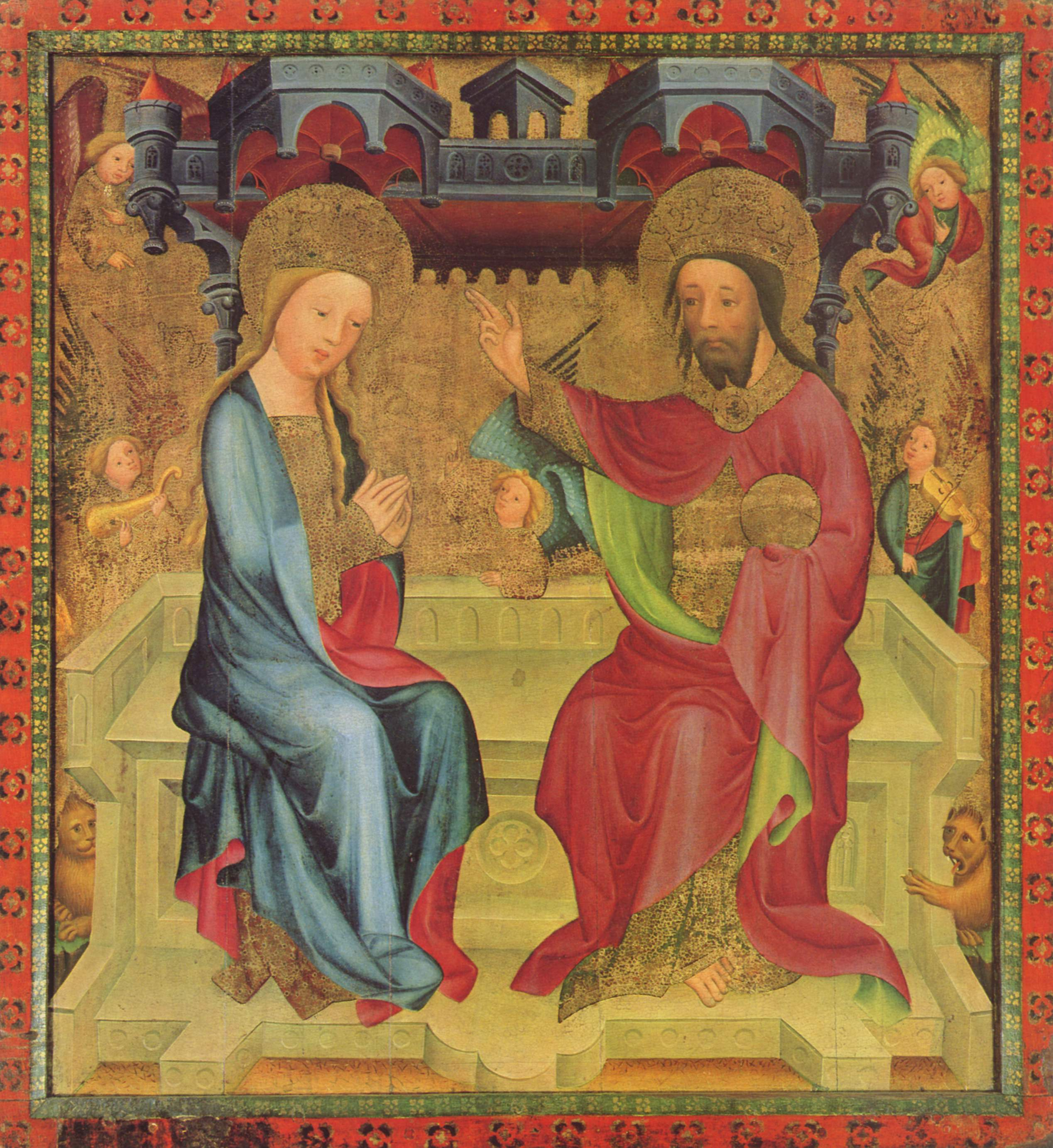
Altare della Passione ad Hannover, di Maestro Bertram: Incoronazione di Maria (verso il 1390)

Le nozze mistiche sono rappresentate anche nell'intaglio. Nel tardo gotico si svilupparono nel centro degli altar maggiore scene di coppie: Cristo e la Vergine Maria incoronata seduti in trono che con gesti simbolici si rivolgono uno all'altro: Cristo benedice Maria come Regina nel celeste Palazzo.
Questo programma tematico si trova sull'altar maggiore dell'Abbazia di Marienstatt (Streithausen, Renania-Palatinato) e nella chiesa di Nostra Signora a Oberwesel (Renania-Palatinato); come retablo in una chiesa dell'isola di Poel sul Mar Baltico e nella chiesa dedicata alla Madonna a Gudow (Schleswig-Holstein).
Le rappresentazioni di coppia in trono sono recepite e intitolate in maggioranza come incoronazione di Maria. Lo storico d'arte Christian Beutler (* 1923) ritiene che queste scene di Palazzo celeste rappresentino, sotto l'influenza della devotio moderna, un matrimonio allegorico del Messia e ricostruisce l'altare di Grabow conservato.
Rappresentazioni di coppie celesti di questo tipo si allacciano alle scene celesti del XII secolo. Una rappresentazione bizantina nell'abside della chiesa di Santa Maria Maggiore, la più antica chiesa dedicata a Maria di Roma, mostra la coppia celeste incoronata, come nel portale di Maria della cattedrale di Notre Dame a Senlis, nel nord della Francia.
Beutler sostiene che l'arte gotica non distingue fra la sposa come anima, come Chiesa o come Maria.

#### Il fidanzamento di santa Caterina di Alessandria
Del mistico fidanzamento di Santa Caterina d'Alessandria con Cristo vi sono molte rappresentazioni particolari.
Secondo una tradizione Caterina ebbe la visione di uno "sposalizio mistico" con Cristo. Prima un eremita le aveva detto che il miglior sposo era Gesù Cristo. Questa visione viene spesso rappresentata in un ciclo pittorico, ma raramente con un dipinto unico. Nei secoli XIV e XV, secondo mutamenti basilari della devozione popolare, che emersero con l'istituzione degli ordini mendicanti, della mistica e dei movimenti religiosi femminili, Caterina divenne – anche grazie alle sue rappresentazioni nuziali – una delle sante più amate dei conventi femminili.

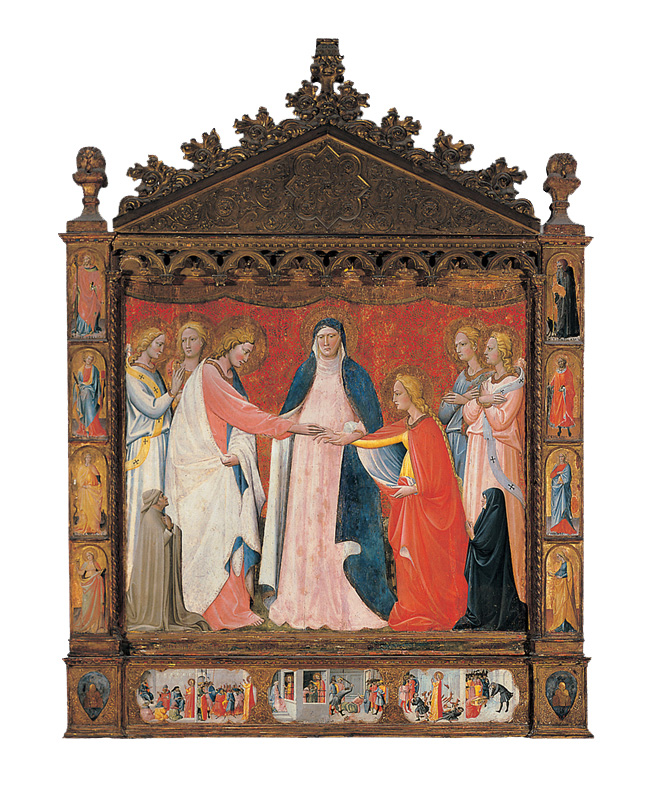
Matrimonio mistico di santa Caterina d'Alessandria di Giovanni dal Ponte, 1421
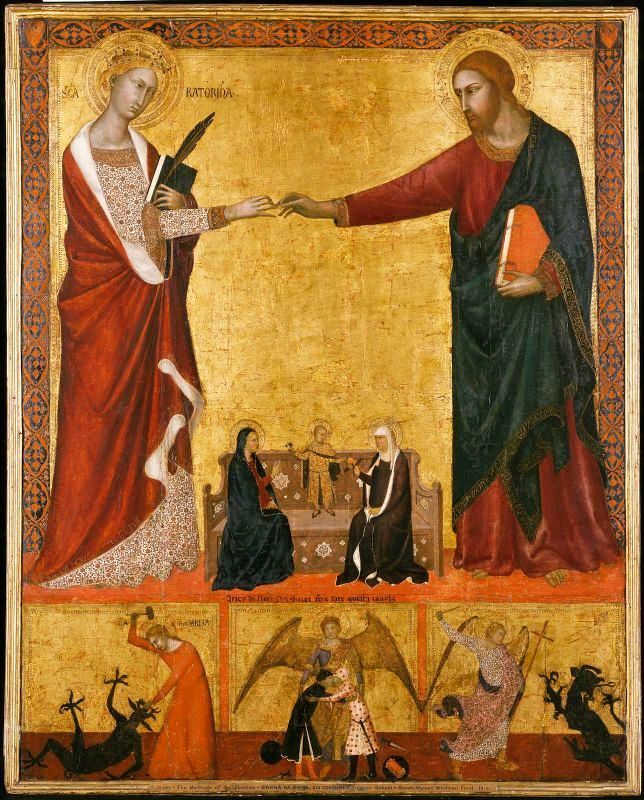
Matrimonio mistico di santa Caterina d'Alessandria di Barna da Siena, verso il 1340
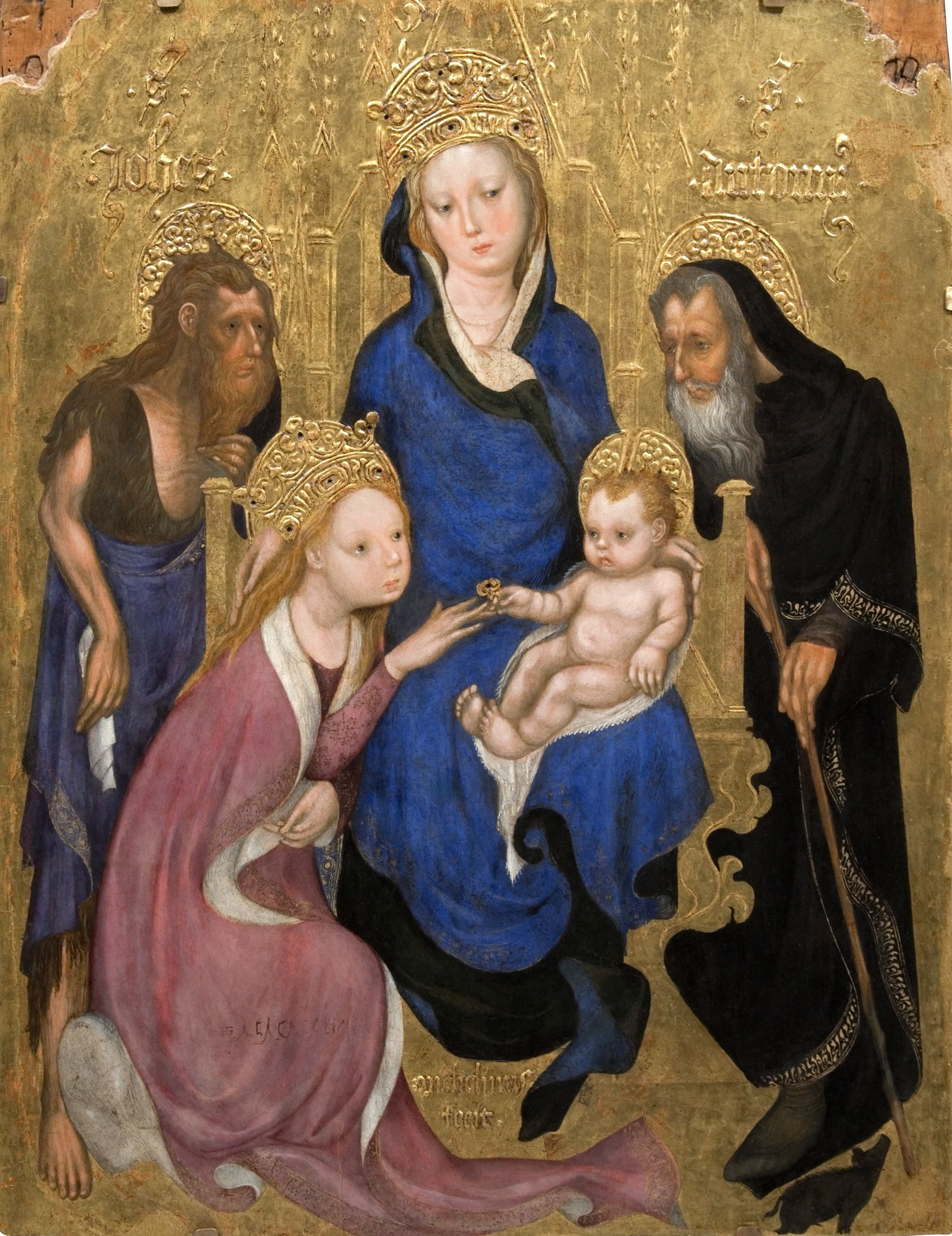
Matrimonio mistico di santa Caterina d'Alessandria, di Michelino da Besozzo, 1420
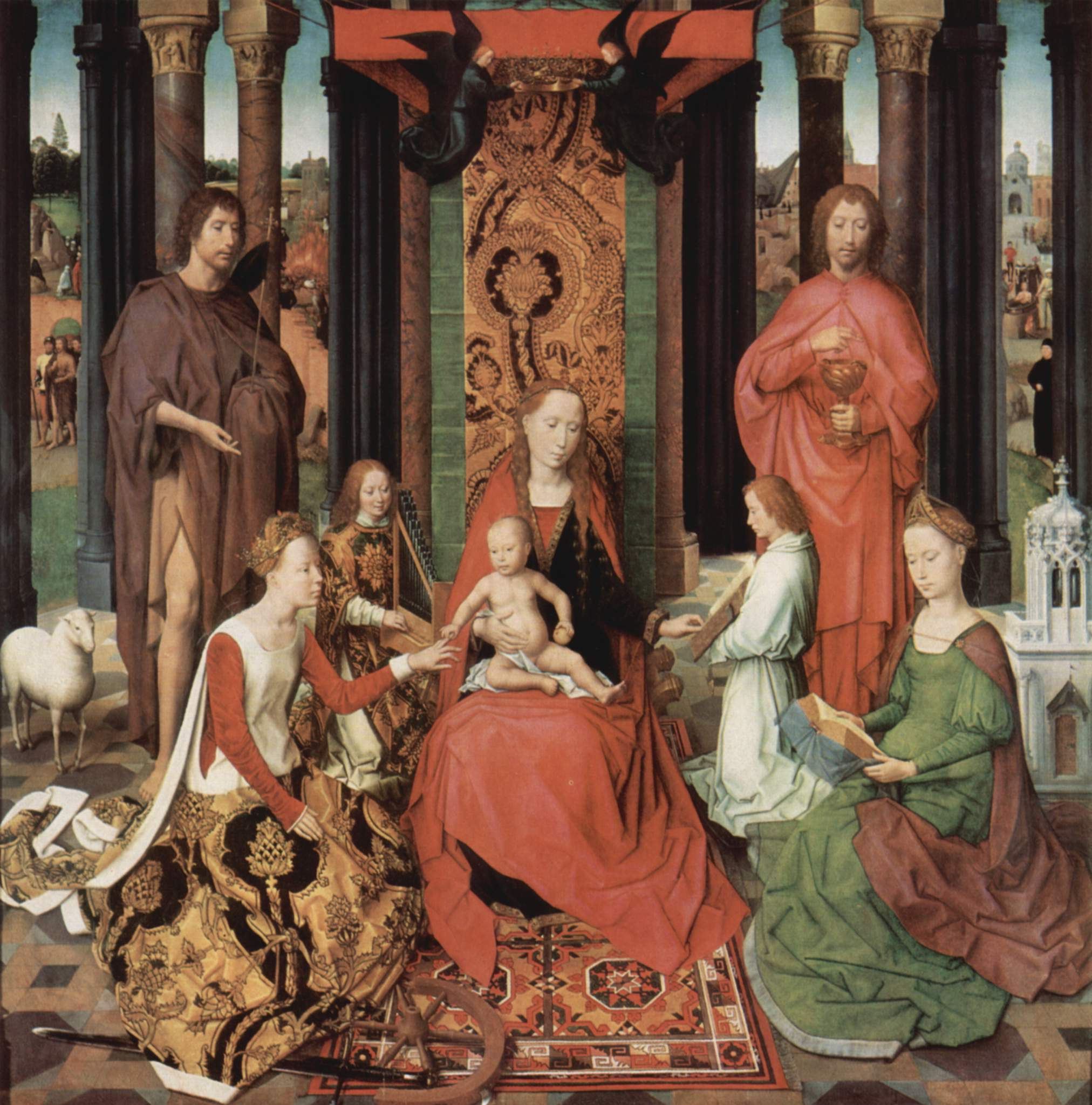
Matrimonio mistico di santa Caterina d'Alessandria e sacra conversazione di Hans Memling, 1479

Un gran numero dei primi monumenti sul matrimonio di Caterina si serve di esempi figurativi romani antichi, l'unione delle mani destre (la dextrarum iunctio delle cerimonie nuziali nella Roma antica) delle spose da parte della madre tra di loro. La madre di Gesù, Maria, nel dipinto di Giovanni dal Ponte, prende Caterina per la mano destra e funge da testimone della cerimonia, con la quale Cristo mette l'anello al dito della santa.
La rappresentazione gotica del matrimonio, di Barna da Siena, mostra la cerimonia senza la testimonianza di Maria. Lo sposo è anche qui Cristo. Il dipinto è completato nella parte inferiore dalla rappresentazione della lotta di Caterina contro il demonio.
Ugualmente allacciata alla pittura gotica è la rappresentazione di Michelino da Besozzo delle nozze mistiche di santa Caterina con lo sposo, qui ancora bambino: presenti, oltre a Maria, San Giovanni Battista e Sant'Antonio abate. Lo schema iconografico, Maria con Gesù Bambino e gli storici santi, proviene dalle immagini dedicative, come erano utilizzate dalla tarda antichità. Con i dipinti rinascimentali di Hans Memling Caterina non è più caratterizzata dall'abito purpureo, simbolo del martirio, ma con i due attributi iconografici del medesimo, la ruota (strumento di tortura) e la spada. Come già nel dipinto di Besozzo, Caterina è inginocchiata.

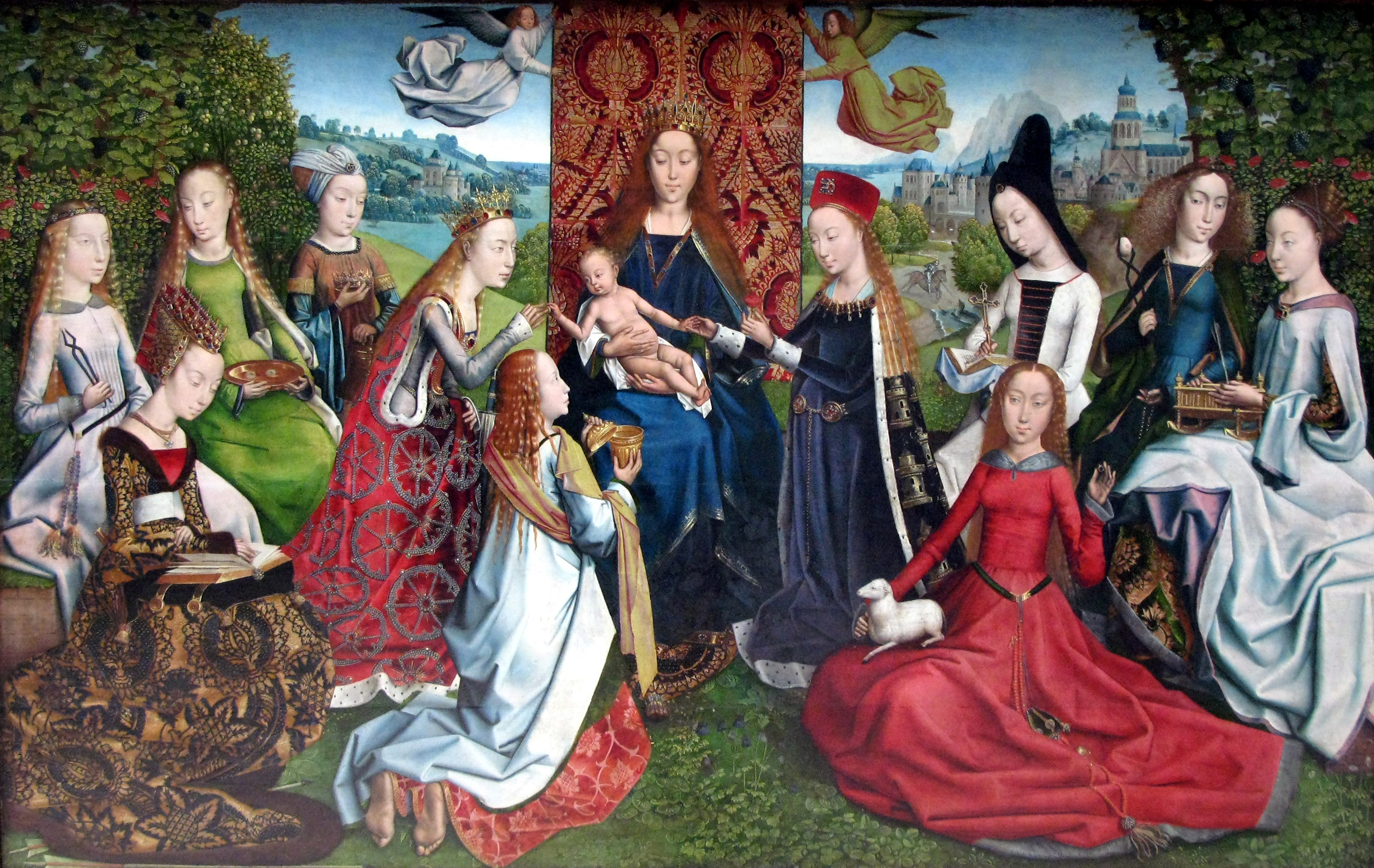
Virgo inter Virgines del Maestro della Leggenda di santa Lucia, XV secolo
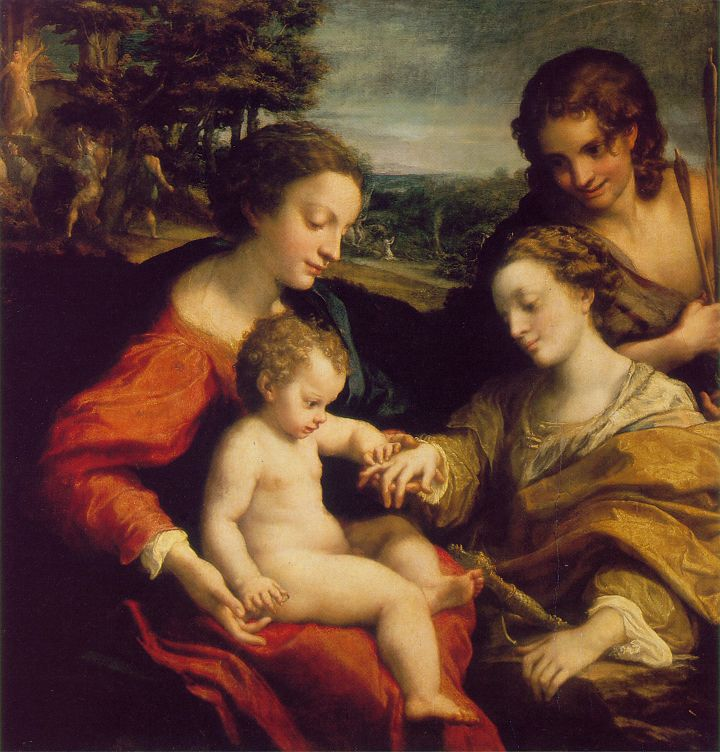
Correggio, Matrimonio mistico di santa Caterina d'Alessandria alla presenza di san Sebastiano, verso il 1525
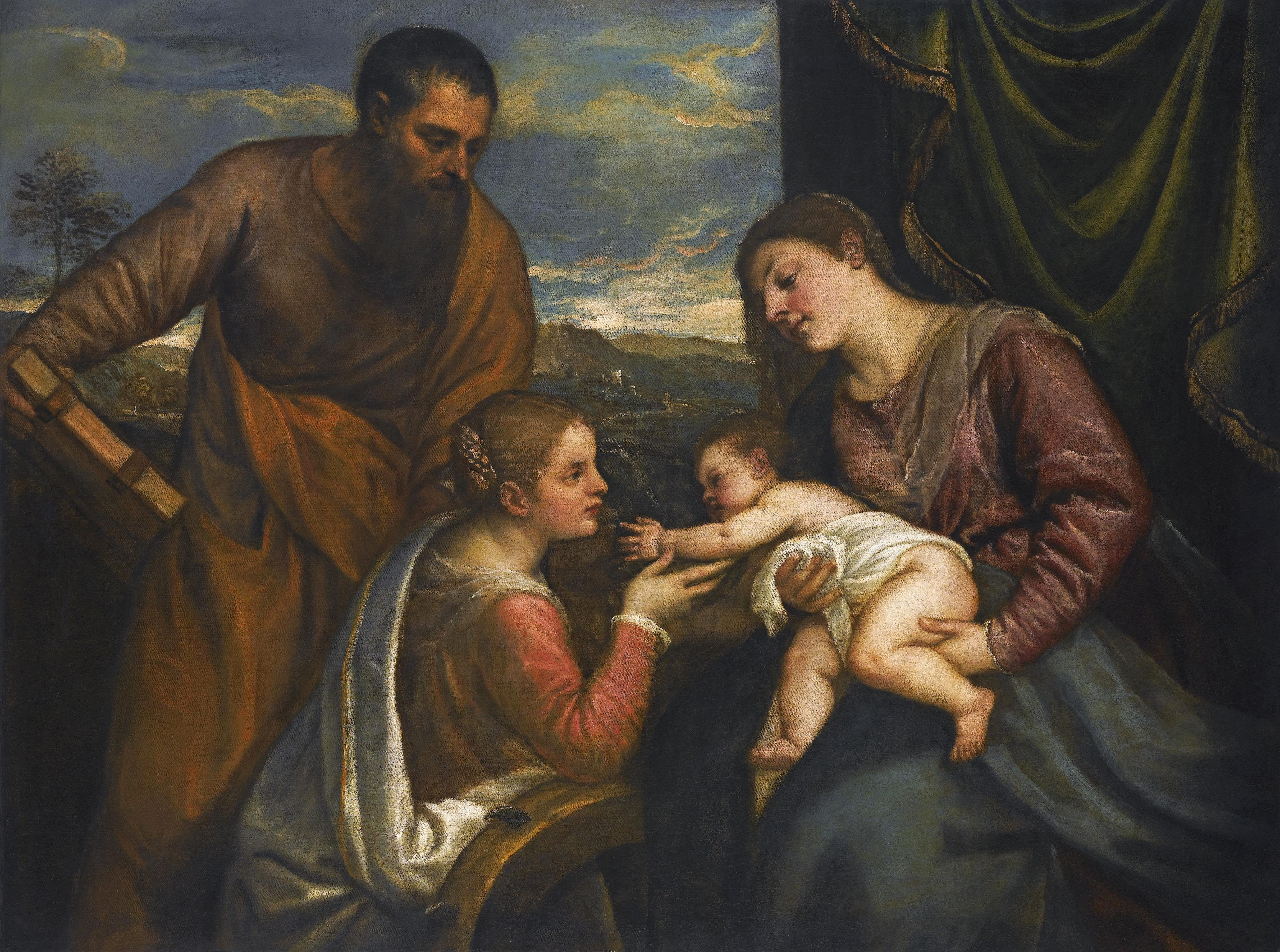
Tiziano, Madonna con Bambino e con San Luca e santa Caterina di Alessandria, verso il 1560
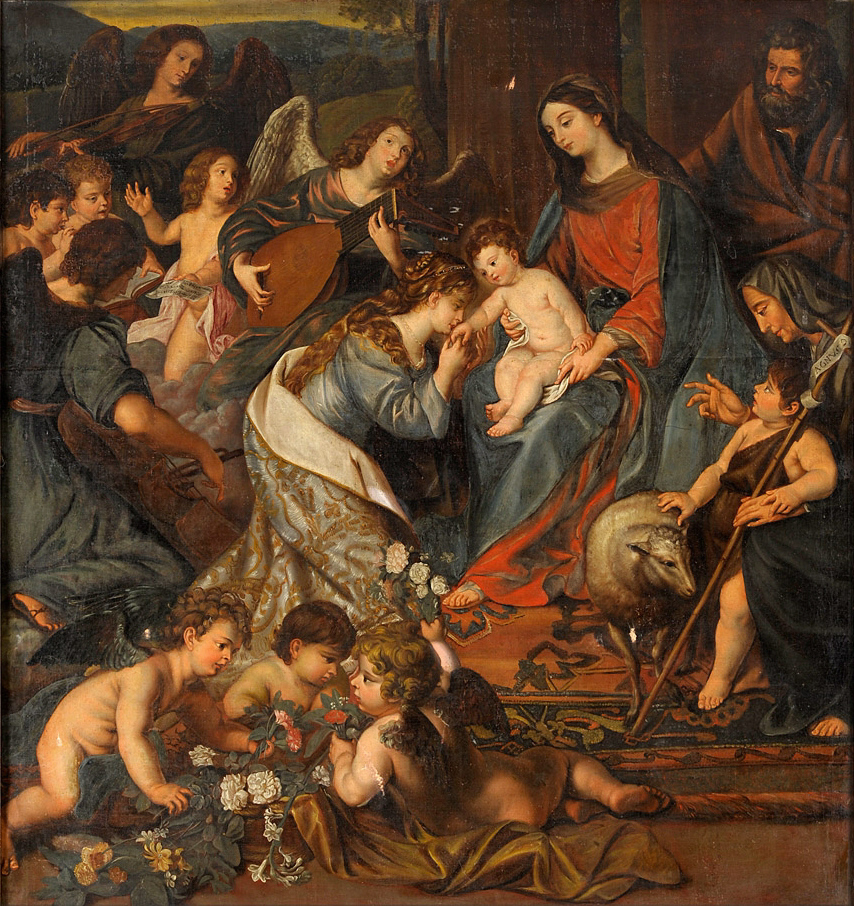
Anonimo del XVIII secolo, Matrimonio mistico di santa Caterina d'Alessandria

Con l'immagine Virgo inter virgines (Vergine tra le vergini) del Maestro della Leggenda di santa Lucia il "fidanzamento" di santa Caterina d'Alessandria è integrato nell'incontro delle sante vergini con la Vergine Maria. I santi sono riconoscibili dai loro attributi iconografici.
Anche nel dipinto di Correggio, conservato al Louvre, nella scena paesaggistica, Madonna con Bambino che mette l'anello nuziale a santa Caterina d'Alessandria, presente San Sebastiano, le due donne non sono più così formalmente atteggiate ad un cerimoniale.
Nel dipinto di Tiziano in cui compare con la Madonna con Bambino santa Caterina d'Alessandria, presente San Luca, manca la cerimonia del matrimonio mistico: invece dell'anello abbiamo una sacra conversazione della coppia. Con i pittori barocchi del XVIII secolo si vedono scene molto vive, con le quali la sfera divina non può più essere distinta dal modo terreno all'interno di una costellazione con Giovanni il Battista da bambino: il matrimonio viene espresso con un baciamano di Caterina e gli angeli e i putti non si elevano più da lontano, ma sono integrati nell'immagine.

### Mistica barocca lirico-musicale
Nella mistica del barocco viene ripreso il concetto del divenire uno con Dio sotto l'immagine del fidanzamento e del matrimonio. Angelus Silesius influenza questo sviluppo e Johann Sebastian Bach rielabora musicalmente nelle sue cantate, oratori e passioni i mistici testi matrimoniali. Egli usa in proposito anche la lirica della mistica della sposa di Philipp Nicolai (Com'è splendente la stella del mattino), Gerhard Tersteegen (1697–1769), Paul Gerhard o Nikolaus Ludwig von Zinzendorf. I quattro suddetti parroci evangelici hanno anche risviluppato la teologia della mistica della sposa in testi e prediche.
La sposa compare qui come Israele o come anima singola, ma per il protestante Bach non come Maria o come allegoria della Chiesa.
Nella prima parte dell'Oratorio di Natale di Bach del 1734 è imminente la grandezza; Israele sta qui come attesa della comunità cristiana per la venuta del Signore. Nella seguente antica aria su un recitativo della Prima parte dell'Oratorio di Natale (Jauchzet, frohlocket) lo stile narrativo cambia in stile esortativo: la sposa deve prepararsi all'arrivo dell'amato:
In un'aria da soprano dalla Passione secondo Matteo di Bach, rappresentata per la prima volta nel 1727, l'anima canta con le parole di Picandro:
Il canto dell'Avvento Rallegrati o figlia Sion con il testo di Friedrich Heinrich Ranke (1798–1876) tematizza i preparativi per il matrimonio di Israele (Sion) con l'orecchiabile Ingresso di Gesù in Gerusalemme. Occasionalmente i testi della mistica della sposa, un po' da parte di Zinzendorf o nella devozione mariana, diventano entusiastici.

### Esempi di elaborazione letteraria
Il tema delle nozze mistiche, tra l'altro in una medievale poesia didattica, è una poesia allegorica ed è inserita in una favola.

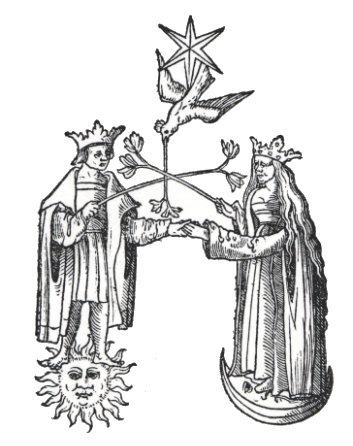
Immagine di un matrimonio mistico dal libro Rosarium Philosophorum.

Anche Carl Gustav Jung spiegò le immagini alchimistiche del matrimonio come contributo alla psicanalisi. Altre illustrazioni mostrano ciò con il cuore di Cristo trafitto da una freccia e sanguinante, e Cristo ama l'anima. – Il francescano Lamprecht von Regensburg compose verso il 1250 la poesia allegorica Diu tohter von Syon (La figlia di Sion). La sposa Sion anela all'unione con Cristo.
Nella favola Il matrimonio celeste dei Fratelli Grimm racconta un giovane povero, che prende la chiesa per il paradiso e dà all'immagine di Gesù Bambino che c'è nella chiesa metà del suo cibo, poiché lo reputa magro. Un giorno Gesù Bambino invita il giovane per il sabato successivo ad un matrimonio celeste. Quando il bambino riceve la sua cena della domenica, muore e va al matrimonio celeste.
C. G. Jung sviluppò nel suo articolo Die Psychologie der Übertragung (La psicologia del transfert) il concetto freudiano del transfert. In base alle immagini di matrimoni mistici dal libro alchemico Rosarium Philosophorum, del presunto autore Arnaldo da Villanova, Jung indica i fenomeni di transfert e controtransfert nei processi terapeutici.